# Wilhelm Rieger
Wilhelm Rieger (* 7. Mai 1878 in Saarburg, Elsaß-Lothringen; † 15. März 1971 in Stuttgart) war ein deutscher Ökonom.

## Leben
Rieger studierte seit 1914 zunächst Rechtswissenschaft, dann seit 1916  Nationalökonomie an der Universität Straßburg, wo er am 16. November 1918 mit der Dissertation „Die Gründe für den Übergang zur Goldwährung in Deutschland“ promoviert wurde. Er war seit 1919 hauptamtlicher Dozent an der Handelshochschule Nürnberg, seit 1925 ordentlicher Professor daselbst. Zu seinen dortigen Schülern zählt Ludwig Erhard, der sich seinem Lehrer in Dankbarkeit verbunden fühlte. Seit 1928 war Rieger Ordinarius für Privatwirtschaftslehre an der Universität Tübingen. Bei ihm konnte sich Erich Preiser 1930 habilitieren. Wilhelm Rieger hat insbesondere mit seiner umfassenden „Einführung in die Privatwirtschaftslehre“ einen grundlegenden Beitrag zur Konstituierung dieses Faches geleistet. 1947 wurde Rieger emeritiert.
Von 1928 bis 1942 hatte er zudem einen Lehrauftrag für Betriebswirtschaftslehre an der TH Stuttgart inne.

## Werke (Auswahl)
- Die Gründe für den Übergang zur Goldwährung in Deutschland. Dissertation, Universität Straßburg, 16. November 1918
- Einführung in die Privatwirtschaftslehre. Nürnberg: Hochschulbuchhandlung Krische & Co., 1928, VI, 331 S.; 3., unveränd. Auflage. Erlangen: Palm und Enke, 1984, VI, 331 S., ISBN 3-7896-0063-6
- Schmalenbachs dynamische Bilanz. Eine kritische Untersuchung. Stuttgart: Kohlhammer, 1936, VIII, 136 S.; 2. Auflage, 1954, 140 S.

## Ehrungen
- 1949 Dr. oec. h. c. der Handelshochschule Nürnberg
- 1953 „Die Unternehmung im Markt. Festschrift für Wilhelm Rieger zu seinem 75. Geburtstag“ hg. von Johannes Fettel und Hanns Linhardt, Stuttgart und Köln
- 1958 Dr. oec. h. c. der Ludwig-Maximilians-Universität München
- 1957 Ehrenmitglied des Verbandes der Hochschullehrer für Betriebswirtschaftslehre
- 1957 Großes Verdienstkreuz des Verdienstordens der Bundesrepublik Deutschland
- Seit 1958 Wilhelm Rieger-Gesellschaft mit Sitz in Nürnberg
- Straße im Nürnberger Stadtteil Herpersdorf